# Legendary Lovers
"Legendary Lovers" là một bài hát được thu âm bởi ca sĩ kiêm nhạc sĩ người Mỹ Katy Perry nằm trong album phòng thu thứ tư của cô, Prism (2013). Bài hát được viết bởi Perry, Bonnie McKee, Cirkut, Dr. Luke và Max Martin, ba nhạc sĩ này cũng hỗ trợ sản xuất âm nhạc. Đây là một bài hát được chạy theo nhịp bhangra có thể nhảy và chịu ảnh hưởng của nhạc đồng quê, trong khi phần giai điệu nhạc cụ của nó bao gồm tablas, strings, coral sitar và violin. Nội dung trữ tình của nó kết hợp với giai điệu Ấn Độ (phương Đông) và các tài liệu tình dục nhẹ, thể hiện "niềm đam mê vĩnh cửu" và cũng đề cập đến những chuyện tình lãng mạn của các nhân vật hư cấu và nhân vật lịch sử. Bài hát nhận được nhiều ý kiến trái chiều từ các nhà phê bình âm nhạc, họ ca ngợi về mặt sản xuất và ca từ. Với số lượt tải xuống kỹ thuật số vượt quá 2.330, bài hát đã lọt vào Bảng xếp hạng quốc tế Gaon (GIC) của Hàn Quốc ở vị trí 69.
Trong đoạn điệp khúc của bài hát, Perry hát "Take me down to the river / Underneath the blood-orange sun / Say my name like a scripture / Keep my heart beating like a drum", Jason Lipshutz từ Billboard xếp bài hát vào nhóm bài hát có "điệp khúc thú vị nhất của album". John Walker từ MTV Buzzworthy cho rằng "Legendary Lovers" gợi nhớ đến "sự nuôi dưỡng Ngũ tuần" của Perry, trong khi Rob Harvestilla từ Spin coi đó là "cú quẹt Bollywood" và "mứt boudoir".

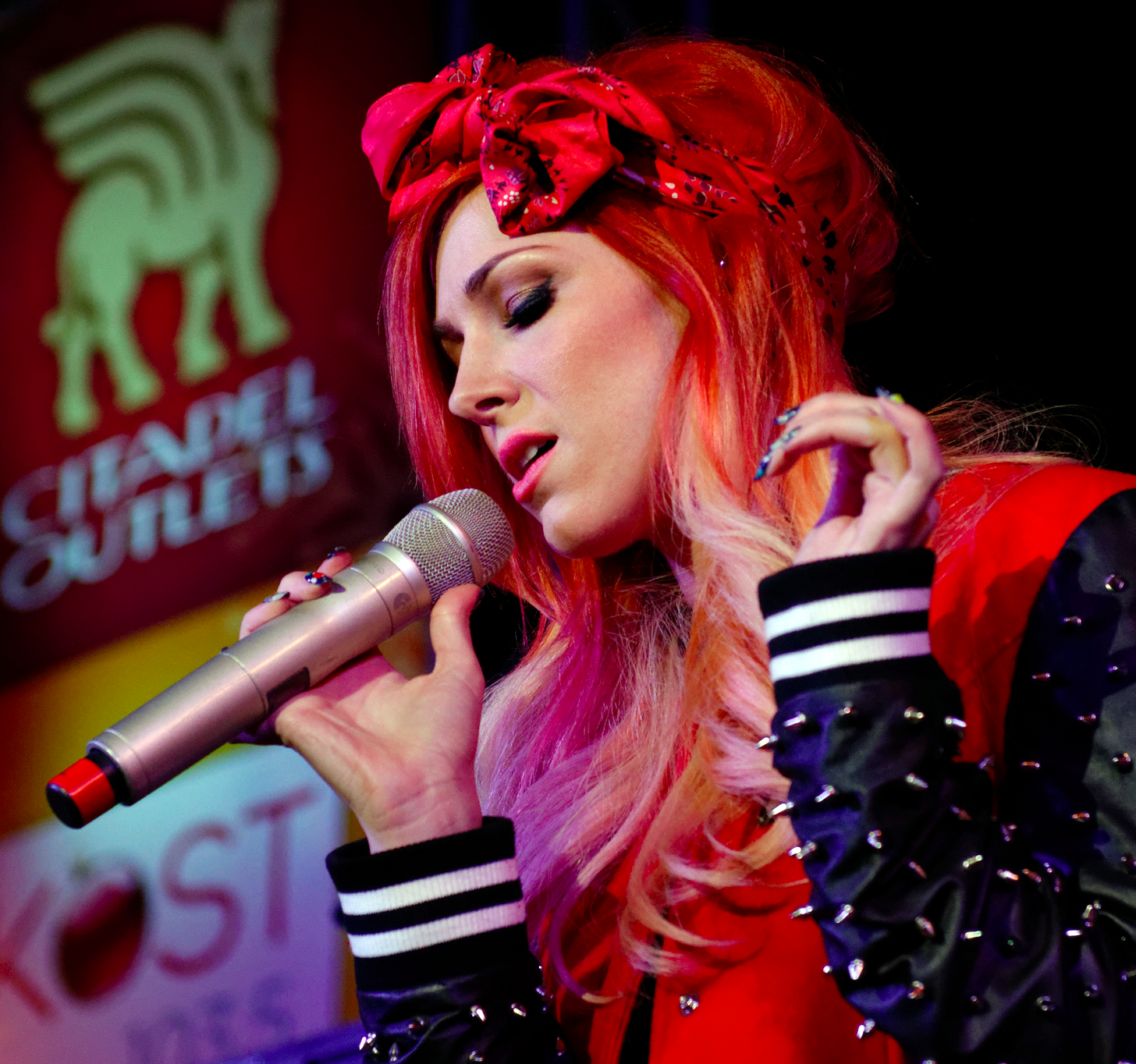
Bonnie McKee (hình) cùng viết "Legendary Lovers" với Luke, Martin, Cirkut và Perry.

## Xếp hạng
| Bảng xếp hạng (2013–14)          | Vị trí cao nhất |
| -------------------------------- | --------------- |
| Bỉ (Ultratip Wallonia)           | 9               |
| Hà Lan (Dutch Top 40)            | 33              |
| South Korea International (GAON) | 69              |
| US Pop Digital Songs (Billboard) | 50              |